# Grunnkrets
Un grunnkrets (en bokmål) ou grunnkrins (en nynorsk) est une unité géographique norvégienne. C'est la plus petite unité géographique utilisée par le Bureau central des statistiques (Statistisk Sentralbyrå) afin de présenter des statistiques régionales et communales. 
Les communes norvégiennes sont divisées en localités dont une tient le rôle de centre administratif. Les localités sont souvent divisées en grunnkrets. 
La tendance, qui est à la fusion des communes, entraîne une diminution des grunnkrets, ce qui explique que les chiffres donnés dans certains articles soient un peu anciens : il s'agit des derniers chiffres officiels (datant bien souvent de 1990).
En 2008, 13 965 grunnkretser étaient enregistrés en Norvège.